# Kendall Park
Kendall Park – jednostka osadnicza w hrabstwie Middlesex w stanie New Jersey w USA. Kendall Park należy do konglomeracji South Brunswick Township.
- Liczba ludności (2000) - ok. 9 tys.
- Powierzchnia – 9,6 km²
- Położenie - 40°24'58" N  i 74°33'45" W